# 山形市立図書館
山形市立図書館（やまがたしりつとしょかん）は、山形県山形市にある公共図書館である。本館のほかに、中央・東部・北部・霞城の各公民館に分館、その他の公民館には分室を設置している。本館と近接して小荷駄町公園、南部公民館及び南部体育館が位置する。

## 本館
山形市制85周年事業の一環として、あかねヶ丘一丁目に新築移転した山形市立商業高等学校跡地に建設され、1979年7月1日に開館した。図書館の完成後に小荷駄町公園、南部公民館及び南部体育館がそれぞれ整備された。

### 基礎情報
- 所在地：山形市小荷駄町7番12号
- 開館：1979年（昭和54年）7月1日
- 構造：鉄筋コンクリート造
  - 地下1階 - 地上2階
  - 延床面積： 3,150.08平方メートル
- 施設概要：一般開架室、児童開架室、参考資料室、郷土資料室、軽読書コーナー、集会室、講座室
- 蔵書数：318,963冊（2017年度）[2]
- 貸出冊数：712,604冊（2017年度）[2]

### サービス
- 開館時間：9時30分から19時（土曜・日曜・祝日は17時まで）
- 休館日
  - 毎週月曜日
  - 館内整理日
  - 年末年始（12月29日から翌年1月3日）
  - 特別整理期間

## 分館

### 中央分館
図書館は、山形市七日町にあるアズ七日町ビル5階に山形市中央公民館と併設されている。アズ七日町ビルは複合施設ビルで8階建、1階から3階はショッピングフロア、4階から8階は山形市中央公民館となっている。専用駐車場はないので有料のアズ七日町駐車場または近隣の有料駐車場の利用となる。

#### 基礎情報
- 所在地：〒990-0042 山形県山形市七日町1丁目2-39 アズ七日町ビル（山形市中央公民館5階の一部）
- 開館：1980年（昭和55年）7月1日
- 構造：鉄筋コンクリート造
  - 地下1階 - 地上8階（うち図書館は5階の一部）
  - 延床面積：150平方メートル
- 施設概要：一般開架室、児童開架室
- 蔵書数：24,103冊（2017年度）
- 貸出冊数：35,945冊（2017年度）

#### サービス
- 開館時間：10時から17時
- 休館日
  - 毎週火曜日・第3日曜日
  - 国民の祝日（定休日と重なる場合はその翌日も休館）
  - 館内整理日
  - 年末年始（12月29日から翌年1月3日）
  - 特別整理期間

### 東部分館
図書館は、山形市小白川町二丁目にある複合施設の1階に身体障害者福祉センター（希望の家）、老人福祉センター（「小白川やすらぎ荘）、（山形市働く女性の家）、山形市東部公民館と併設されている。

#### 基礎情報
- 所在地：山形市小白川町二丁目3番47号（山形市東部公民館1階の一部）
- 開館：1980年（昭和55年）5月1日
- 構造：鉄筋コンクリート造
  - 地上3階（うち図書館は1階の一部）
  - 延床面積：114平方メートル
- 施設概要：一般開架室、児童開架室
- 蔵書数：21,476冊（2017年度）
- 貸出冊数：40,256冊（2017年度）

#### サービス
- 開館時間：10時から17時
- 休館日
  - 毎週日曜日・毎週月曜日（第3日曜日の翌日を除く）
  - 国民の祝日（定休日と重なる場合はその翌日も休館）
  - 館内整理日
  - 年末年始（12月29日から翌年1月3日）
  - 特別整理期間

### 北部分館
図書館は、山形市宮町四丁目にある山形市北部公民館の1階に併設されている。

#### 基礎情報
- 所在地：山形市宮町四丁目17番13号（山形市北部公民館1階の一部）
- 開館：1981年（昭和56年）11月1日
- 構造：鉄筋コンクリート造
  - 地上3階（うち図書館は1階の一部）
  - 延床面積：162平方メートル
- 施設概要：一般開架室、児童開架室、伝統 工芸展示室
- 蔵書数：23,699冊（2017年度）
- 貸出冊数：69,984冊（2017年度）

#### サービス
- 開館時間：10時から17時
- 休館日
  - 毎週日曜日・毎週月曜日（第3日曜日の翌日を除く）
  - 国民の祝日（定休日と重なる場合はその翌日も休館）
  - 館内整理日
  - 年末年始（12月29日から翌年1月3日）
  - 特別整理期間

### 霞城分館
図書館は、山形市城西町二丁目にある山形市霞城公民館の1階に併設されている。図書館は、山形城跡の西側にあり山形駅から北東方向に徒歩で約15分、約１キロメートルにある。敷地内には、総合福祉センター、男女共同参画センター、社会福祉協議会、総合学習センターが併設されている。

#### 基礎情報
- 所在地：〒990-0832 山形市城西町二丁目2番15号（山形市霞城公民館1階の一部）
- 開館：1986年（昭和61年）4月1日
- 構造：鉄筋コンクリート造
  - 地上3階（うち図書館は1階の一部）
  - 延床面積：104平方メートル
- 施設概要：一般開架室、児童開架室
- 蔵書数：22,100冊（2017年度）
- 貸出冊数：81,359冊（2017年度）

#### サービス
- 開館時間：10時から17時
- 休館日
  - 毎週月曜日（第3日曜日の翌日を除く）・第3日曜日とその前日の土曜日
  - 国民の祝日（定休日と重なる場合はその翌日も休館）
  - 館内整理日
  - 年末年始（12月29日から翌年1月3日）
  - 特別整理期間